# بالفرون
بالفرون (به انگلیسی: Balfron) یک روستا در بریتانیا است که در استیرلینگ واقع شده‌است. بالفرون ۱٬۵۱۸ نفر جمعیت دارد.